# Maca

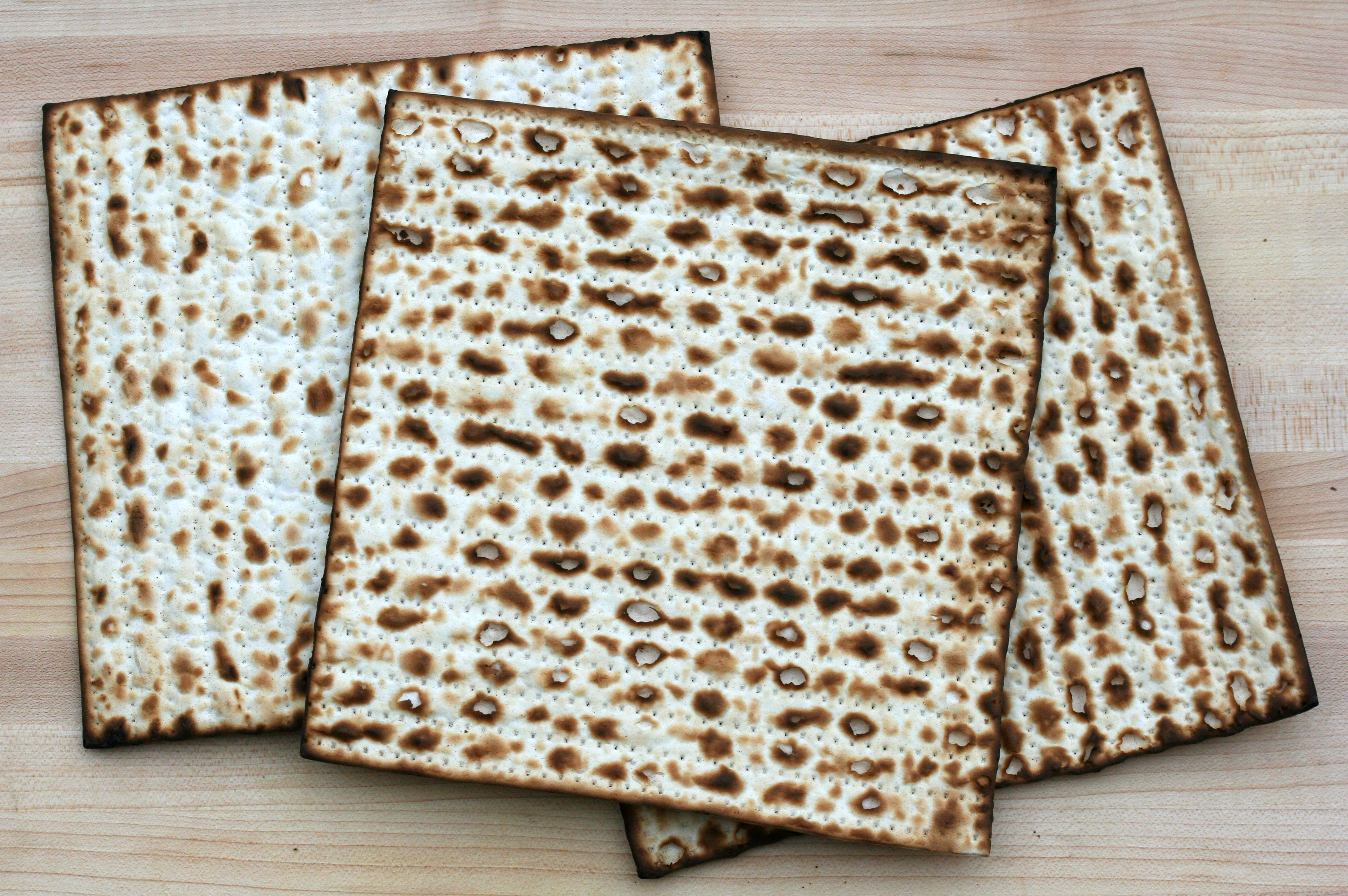
Maca przygotowana maszynowo

Maca (hebr. ‏מצה‎) – chleb przaśny, przaśniki, spożywany przez wyznawców judaizmu podczas święta Pesach. Nawiązuje on do chleba, który spożywali Izraelici przed wyruszeniem z Egiptu. Przyrządzany jest ze specjalnie w tym celu przygotowanej mąki, bez użycia zakwasu, którego posiadania w domu podczas Paschy zakazuje żydowskie prawo religijne. Mąkę pszenną miesza się z wodą i piecze. Czas od wymieszania mąki z wodą do włożenia do pieca nie powinien przekroczyć osiemnastu minut, by nie powstał chamec (zakwas). Ma ona postać płaskich placków o kształcie owalnym bądź kwadratowym. Współcześnie macę wyrabia się również maszynowo, wypieka w piecach wyposażonych w palniki zamontowane w komorze wypieku, ale jej używanie podczas święta nie jest zgodne z żydowską ortodoksją.
Przez kilkaset lat, aż do połowy XX wieku, w Europie Środkowej i Wschodniej istniały pogłoski, iż maca zawiera krew zamordowanych chrześcijańskich niemowląt. Pogłoski te wywodziły się z Europy Zachodniej, gdzie najdawniejsze wzmianki o takim pomówieniu pochodzą z XII-wiecznej Anglii i dotyczą śmierci Williama z Norwich, i były podstawą do oskarżeń Żydów o mord rytualny. Pomimo oczywistej nieprawdy (jakakolwiek krew jest dla ortodoksyjnych żydów niekoszerna) owa plotka przyczyniała się do propagowania antysemityzmu. W Polsce rzucania takich oszczerstw zabraniał już Statut kaliski Bolesława Pobożnego z roku 1264.